# Віторія (Салвадор)
«Віто́рія» (порт. Esporte Clube Vitória) — бразильський футбольний клуб з міста Салвадор, штат Баїя. Був заснований 13 травня 1899 року.
Вони грають в футболках з червоно-чорними горизонтальними смугами, чорних шортах і чорних гетрах. Смуги змінювалися з часом: вони були іноді вертикальні, горизонтальні, широкі і вузькі.

## Історія
У 1908 році «Віторія» виграла свій перший чемпіонат штату. У 1909 році клуб виграв ще один чемпіонат. Наступний титул був в 1953 році, і з тих пір почалося класичне протистояння з командою «Баїя». Лише 3 рази з того часу інші команди зуміли виграти чемпіонат штату, крім «Віторії» і «Баїі».
У 1993 році «Віторія» стала віце-чемпіоном Бразилії. У 2004 році команда вилетіла до Серії B. Падіння команди продовжилося і в 2005 році, коли «Віторія», зайнявши 17-те місце, вилетіла в Серію С (тоді ж в Серію C вилетіла і «Баїя»). У 2006 році «Віторія» посіла 2-е місце в Серії С і повернулася в Серію B. Усього рік знадобився команді, щоб повернутися в еліту бразильського футболу — «Віторія» у 2007 році посіла 4 місце в Серії B і зачепилася за останню путівку в Серію А.

## Досягнення
- Віце-чемпіон Бразилії: 1

1993
- Чемпіон штату Баїя: 26

1908, 1909, 1953, 1955, 1957, 1964, 1965, 1972, 1980, 1985, 1989, 1990, 1992, 1995, 1996, 1997, 1999, 2000, 2002, 2003, 2004, 2005, 2007, 2008, 2009

## Відомі гравці
- Вампета
- Бебето
- Діда
- Деян Петкович
- Каборе